# Oh! Gravity.
Oh! Gravity. é o sexto álbum de estúdio da banda Switchfoot, lançado a 26 de Dezembro de 2006.
O primeiro single "Oh! Gravity." foi lançado nas rádios a 31 de Outubro do mesmo ano, tendo recebido uma aceitação moderada por parte das estações norte-americanas. Em Novembro de 2007, o disco tinha vendido mais de 200 mil cópias.

## Faixas
1. "Oh! Gravity." – 2:30
2. "American Dream" – 3:09
3. "Dirty Second Hands" – 3:16
4. "Awakening" – 4:08
5. "Circles" – 4:06
6. "Amateur Lovers" – 4:36
7. "Faust, Midas, and Myself" – 3:51
8. "Head Over Heels (In This Life)" – 3:41
9. "Yesterdays" – 4:04
10. "Burn Out Bright" – 3:24
11. "4:12" – 4:12
12. "Let Your Love Be Strong" – 3:47

## Paradas
| Ano  | Paradas              | Posição |
| ---- | -------------------- | ------- |
| 2007 | Billboard 200        | 18      |
| 2007 | Top Christian Albums | 1       |
| 2007 | Top Internet Albums  | 19      |